# Brno III
Brno III bylo označení třetího městského obvodu v Brně v letech 1947–1990. Rozsah a vymezení obvodu se během správních reforem několikrát změnily. 
- Brno III (1947–1949), jeden z 10 městských obvodů v období od 1. ledna 1947 do 30. září 1949. Zahrnoval Jundrov, Komín, Žabovřesky.
- Brno III (1949–1954), jeden ze 13 městských obvodů v období od 1. října 1949 do 30. dubna 1954. Zahrnoval část k. ú. Dolní a Horní Cejl, nepatrnou část k. ú. Královo Pole, malou část k. ú. Město Brno, asi polovinu k. ú. Velká Nová Ulice a Červená a část  k. ú. Zábrdovice.
- Brno III (1954–1957), jeden z 12 městských obvodů v období od 1. května 1954 do 30. května 1957. Zahrnoval většinu k. ú. Dolní a Horní Cejl, nepatrnou část k. ú. Královo Pole, malou část k. ú Město Brno, celé k. ú. Husovice, téměř celé k. ú. Maloměřice, celé k. ú. Obřany, asi polovinu k. ú. Velká Nová Ulice a Červená, část k. ú. Zábrdovice a malou část k. ú. Židenice.
- Brno III (1957–1960), jeden ze 13 městských obvodů v období od 1. června 1957 do 30. června 1960. Zahrnoval k. ú. Husovice, malou část k. ú. Město Brno, většinu k. ú. Dolní a Horní Cejl, část k. ú. Velká Nová Ulice a Červená, část k. ú. Zábrdovice a část k. ú. Židenice.
- Brno III (1960–1964), jeden z 6 číslovaných městských obvodů (dalších 7 městských částí nemělo čísla) v období od 1. července 1960 do 13. června 1964. Zahrnoval malou část k. ú. Černovice, část k. ú. Dolní a Horní Cejl, většinu k. ú. Komárov, malou část k. ú. Město Brno, asi polovinu k. ú. Nové Sady, část k. ú. Trnitá a část k. ú. Zábrdovice.
- Brno III (1976–1990), jeden z 5 městských obvodů řízených obvodními národními výbory v období od 1. srpna 1976 do 23. listopadu 1990. Zahrnoval části Černá Pole, Husovice, Lesná, Maloměřice, Obřany, Soběšice, Zábrdovice.

## Související článek
- Členění Brna